# Protylopus
Protylopus es un género extinguido de oromerícidos que vivió entre mediados y finales del Eoceno, hace entre 45 y 40 millones de años en América del Norte.
Fue un animal pequeño, con una longitud de 80 cm y un peso de 26 kg. Por sus dientes, es posible que se alimentase de hojas tiernas. Las patas delanteras del Protylopus eran más cortas que las traseras y contaban con cuatro dedos. Las patas traseras también contaban con cuatro dedos, aunque la mayor parte del peso se apoyaba en el tercero y el cuarto, por lo que se podría elevar sobre las patas traseras para alimentarse, como el gerenuk actual.